# Kommagéné uralkodóinak listája
Kommagéné az i. e. 8. századtól kezdve a térség nagyhatalmainak tartománya volt, önállósodására a hellenisztikus diadokhosz-háborúk során lett lehetséges.

## Satrapia
| Satrapa     | Idő     | Megjegyzés |
| ----------- | ------- | ---------- |
| I. Szamosz  | 290–260 |            |
| Arszamész   | 260–228 |            |
| Xerxész     | 228–201 |            |
| Ptolemaiosz | 201–163 |            |

## Királyság
| Uralkodó                                                                           | Idő                  | Megjegyzés |
| ---------------------------------------------------------------------------------- | -------------------- | ---------- |
| Ptolemaiosz                                                                        | 163–130(?)           |            |
| II. Szamosz Theoszebész Dikaiosz                                                   | 130–100 körül        |            |
| I. Mithridatész Kallinikosz                                                        | 100(?)–69            |            |
| I. Antiokhosz Theósz Epiphanész Dikaiosz Philorhomaiosz Philhellén                 | 69–36                |            |
| II. Mithridatész (II.) Antiokhosz Epiphanész Philorhomaiosz Philhellén Monokritisz | 36–20                |            |
| III. Mithridatész Antiokhosz Epiphanész                                            | 20–12                |            |
| III. Antiokhosz Epiphanész                                                         | i. e. 12 – i. sz. 17 |            |
| római fennhatóság                                                                  | 17–38                |            |
| IV. Antiokhosz Epiphanész                                                          | 38–72                |            |
| provincia                                                                          | 74-től               |            |

## Lásd még
- Kumaha királyainak listája